# 帕塞 (奥恩省)
帕塞（法語：Pacé，法語發音：[pase]）是法国奥恩省的一个市镇，属于阿朗松区。

## 地理
帕塞（48°26'44"N, 0°0'14"W）面积7.56 平方千米，位于法国诺曼底大区奧恩省，该省份为法国西北部内陆省份，北起顺时针与卡爾瓦多斯省、厄尔省、厄尔-卢瓦省、萨尔特省、马耶讷省和芒什省接壤。
与帕塞接壤的市镇（或旧市镇、城区）包括：萨尔特河畔孔代、屈赛、拉费里耶尔博沙尔、隆赖、米约塞、萨尔通河畔圣但尼。

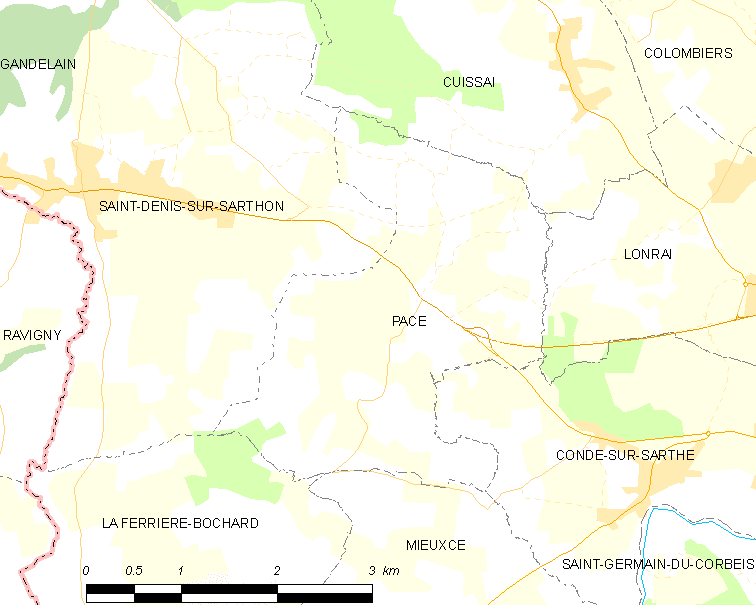
的OSM定位图

帕塞的时区为UTC+01:00、UTC+02:00（夏令时）。

## 行政
帕塞的邮政编码为61250，INSEE市镇编码为61321。

## 政治
帕塞所属的省级选区为达米尼县。

## 人口

1962-2008年间人口变化图示

帕塞于2022年1月1日时的人口数量为411人。